# Gare de Neuville-Université
Pour les articles homonymes, voir Gare de Neuville et Gare de l'Université.
La gare de Neuville-Université est une gare ferroviaire française de la ligne de Cergy, située dans la commune de Neuville-sur-Oise (département du Val-d'Oise).
C'est une gare SNCF desservie par les trains de la ligne A du RER et ceux du réseau Transilien Paris Saint-Lazare (ligne L).

## Histoire
La gare est ouverte en 1994 en même temps que le prolongement à Cergy-le-Haut de la ligne de la bifurcation de Neuville à Cergy-Préfecture, dite « ligne de Cergy », déjà en service depuis 1979. Son nom provient de la proximité du campus Neuville de l’Université de Cergy-Pontoise.

## Fréquentation
De 2015 à 2023, les estimations de la SNCF sont les suivantes :
| Année         | 2015      | 2016      | 2017      | 2018      | 2019      | 2020      | 2021      | 2022      | 2023      |
| ------------- | --------- | --------- | --------- | --------- | --------- | --------- | --------- | --------- | --------- |
| Fréquentation | 2 580 329 | 2 663 428 | 2 746 523 | 2 781 923 | 2 858 861 | 1 439 226 | 2 006 515 | 3 268 443 | 3 317 212 |

## Service des voyageurs

### Desserte
Neuville-Université est desservie par les trains de la ligne A du RER parcourant la branche A3 de Cergy-le-Haut et ceux de la ligne L du Transilien allant vers la gare de Paris Saint-Lazare ou celle de Cergy-le-Haut en semaine.
Elle est desservie à raison :
- d'un train toutes les 20 minutes le samedi et le dimanche, 10 minutes en heures creuses, toutes les 11 à 12 minutes aux heures de pointe, et toutes les 30 minutes tous les jours en soirée, sur la ligne A du RER,
- d'un train toutes les 11 à 12 minutes aux heures de pointe et toutes les heures aux heures creuses, uniquement en semaine sur la ligne L du réseau Saint-Lazare.

Seul le RER A dessert la gare le week-end et en soirée. Les trains de la ligne L desservent aussi la gare, seulement en semaine.
Depuis le 10 décembre 2017, la gare de Neuville-Université est moins desservie avec un train de la ligne A toutes les 11 à 12 minutes au lieu de 10 auparavant.

### Intermodalité

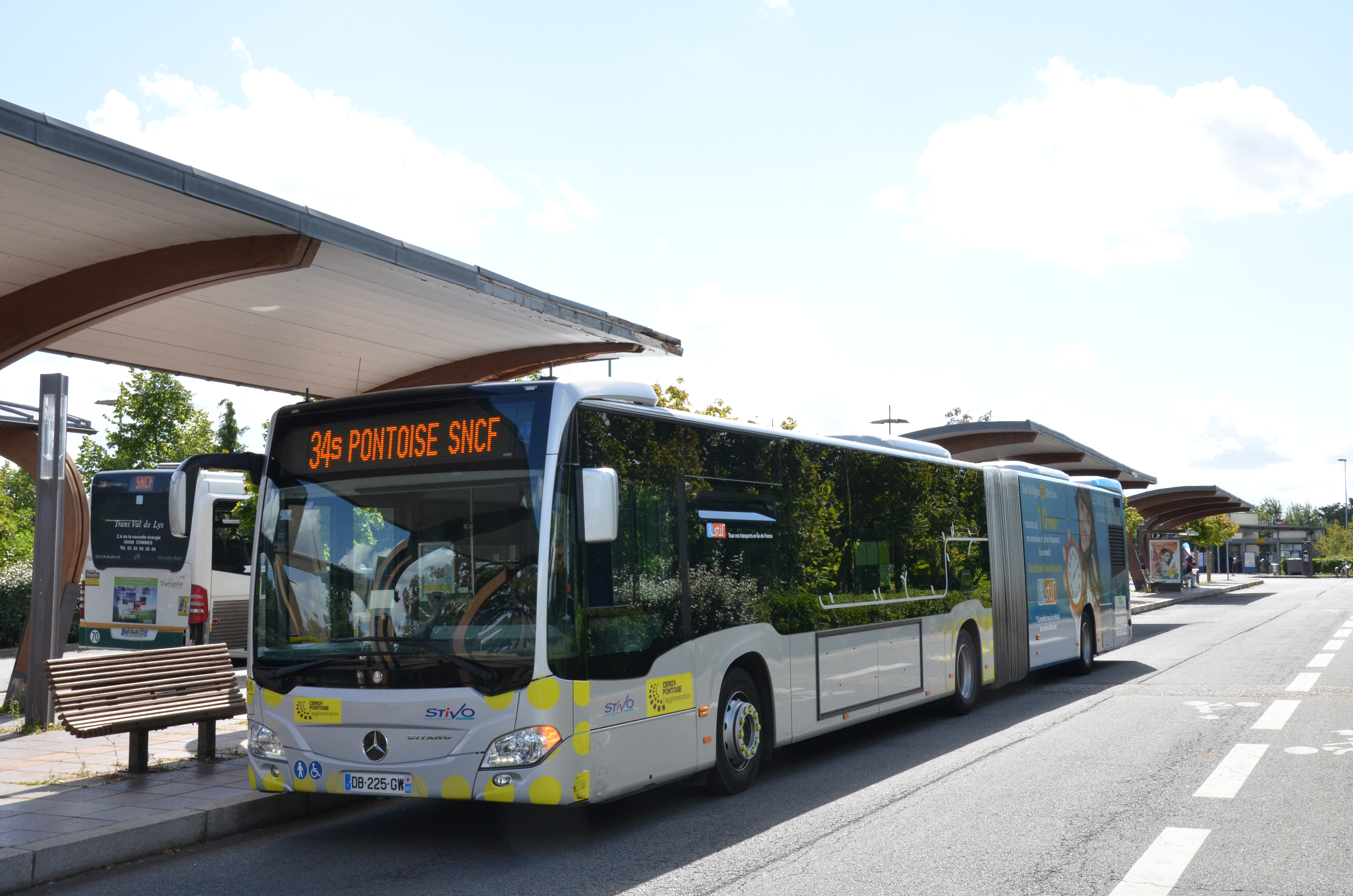
Bus Citaro G C2 de la ligne 34S de l'ancien réseau de la STIVO remplacé par Cergy-Pontoise Confluence en janvier 2024.

La gare est desservie par les lignes 1203, 1208, 1229 1233et 1237 du Réseau de bus Cergy-Pontoise Confluence, par les lignes 7802 et 7816 du réseau de bus Île-de-France Ouest et, la nuit, par la ligne N152 du réseau Noctilien.